# Lot e le figlie (Louvre)
Lot e le figlie è un dipinto anonimo esposto al museo del Louvre finito nel 1520 circa che raffigura una storia biblica (Genesi 19,10) nella sua totalità: la fuga della famiglia di Lot dalla città che Dio per punizione distrugge e gli avvenimenti che ne conseguono.

## Descrizione
Il quadro narra di Loth e della sua famiglia che fuggono dalla città che Dio distrugge per punire i peccatori. Lungo il cammino la moglie non riuscirà a sopravvivere e così restano in vita soltanto il capofamiglia con le sue due figlie. La prima parte di questa vicenda è raffigurata sullo sfondo (la famiglia è sul ponte e scappa, portandosi dietro il loro mulo). In primo piano invece è raffigurata la seconda parte della storia: le due figlie ubriacano il padre col vino in modo da compiere atti incestuosi.
Quest'opera compie delle trasgressioni sul piano logico e figurativo: infatti vengono mostrati contemporaneamente due eventi che in realtà tra loro si susseguono, e inoltre tre dei cinque personaggi in fuga sul ponte vengono riproposti in primo piano, e quindi raddoppiati all'interno dello stesso dipinto.